# Hradní lávka

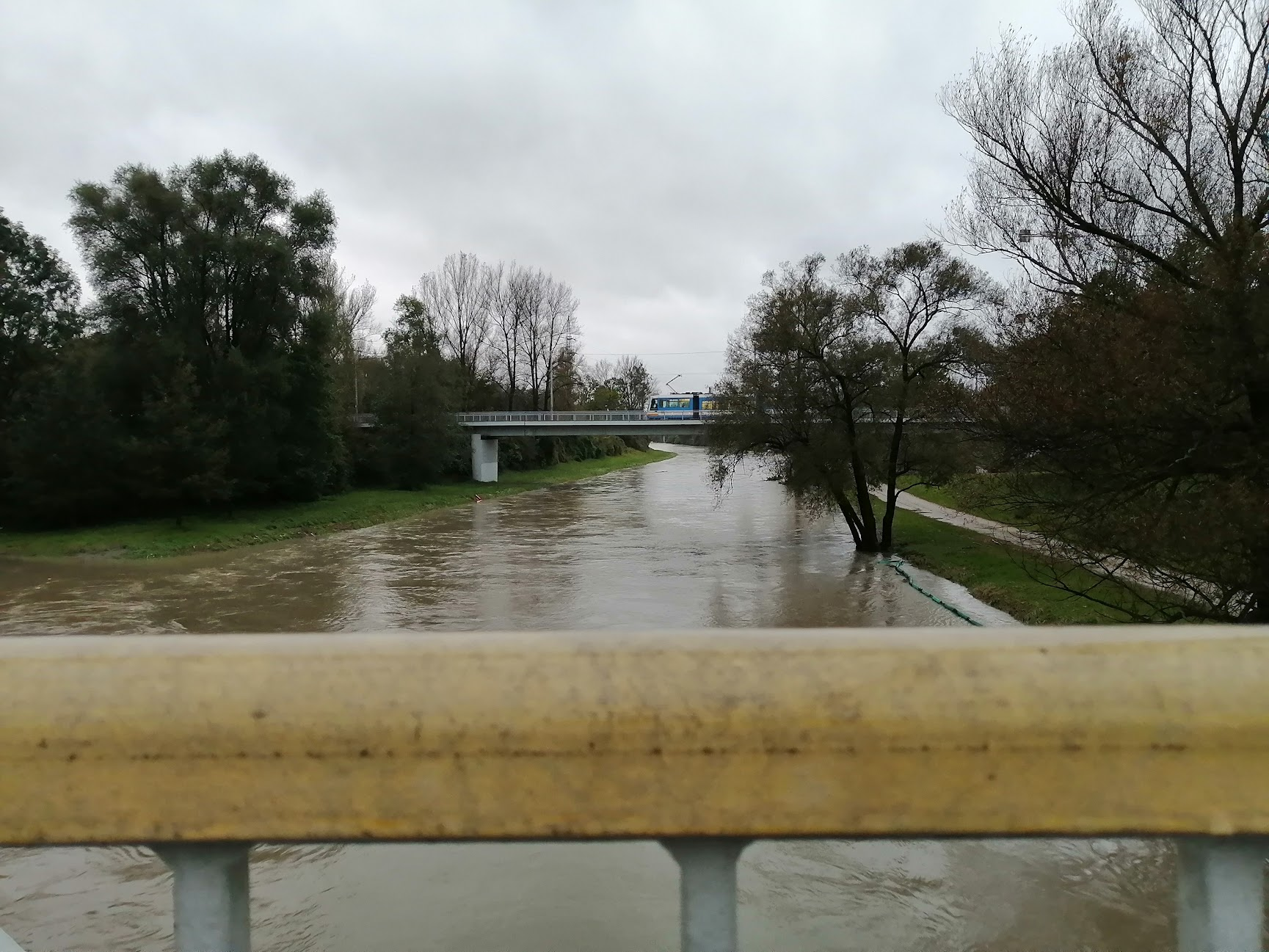
Výhled z Hradní lávky na rozvodněnou řeku Ostravici

Hradní lávka nebo také lávka Unie je lávka přes Ostravici u soutoku s řekou Lučinou. Slouží pro pěší propojení mezi výstavištěm Černá louka v Moravské Ostravě a Slezskoostravským hradem.

## Historie
Příhradová konstrukce lávky původně sloužila jako průmyslový most pro dvě potrubí dopravující uhelné kaly z uhelného prádla dolu Jan Šverma - Ignát přes Odru do kaliště ve Lhotce a zpět, pokud bylo potřeba uhelné kaly použít. Součásti lávky byl chodník, po kterém údržba chodila z dolu na kaliště. Chodník je součástí lávky i dnes a část, kde bylo potrubí, byla doplněna o mříže. Konstrukce lávky byla z původního umístění snesena v roce 2003 a po opravě umístěna na nynější místo. Pro veřejnost byla lávka otevřena 14. května 2004.